# خورخي دومينغيز (سياسي)
خورخي دومينغيز (20 مارس 1945 - 24 أغسطس 2022) سياسي أرجنتيني من حزب العدالة. تم تعيينه رئيسًا لبلدية بوينس آيرس في عام 1994. أدى تعديل عام 1994 لدستور الأرجنتين إلى تغيير وضع المدينة، وتحويل رئيس البلدية إلى مكتب منتخب. ترشح لانتخابات رئاسة البلدية عام 1996 وخسر أمام الراديكالي فرناندو دي لا روا. ثم شغل منصب وزير الدفاع للرئيس كارلوس منعم حتى نهاية فترة ولايته عام 1999.